# Juan Valera (1824-1905)
Pour les articles homonymes, voir Juan Valera.
Juan Valera y Alcalá Galiano, né le 18 octobre 1824 à Cabra et mort le 18 avril 1905 à Madrid, écrivain, homme politique et diplomate espagnol. Son roman le plus célèbre est Pepita Jiménez.

## Biographie

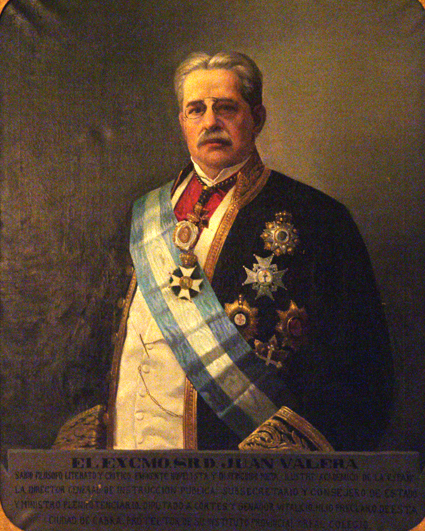
Portrait de Juan Valera

Il est né le 18 octobre 1824 dans l'actuel conservatoire Isaac Albéniz à Cabra, une ville de la province de Cordoue, et a été baptisé à l'église de l'Asunción y Ángeles. Ses parents étaient José Valera y Viaña, un officier de marine à la retraite, et Dolores Alcalá-Galiano y Pareja, marquise de la Paniega. Il avait deux sœurs, Sofía (1828-1890), duchesse de Malakoff, et Ramona (1830-1869), marquise de Caicedo, ainsi qu'un frère, José Freuller y Alcalá-Galiano, issu du premier mariage de la marquise de la Paniega avec Santiago Freuller, général suisse au service de l'Espagne.
Son père avait navigué en Orient lorsqu'il était jeune et avait vécu longtemps à Calcutta. Il était membre du cercle des maestranzas de Ronda et avait des tendances libérales, ce qui lui a valu d'être épuré lors de la réaction absolutiste. Il a donc été contraint de "Hacer el cincinato", comme le dirait son fils, en cultivant les terres de sa femme. Juan a vécu à Cabra jusqu'à l'âge de neuf ans. Cependant, après le décès de Ferdinand VII en 1834, le nouveau gouvernement libéral a réhabilité son père et l'a nommé commandant des armes de Cabra, puis gouverneur de Cordoue. Ils ont déménagé là-bas avec leur famille, puis à Madrid. Finalement, ils se sont installés à Malaga, où le père a de nouveau rejoint la Marine.

La mère s'opposa à ce qu'il suive la carrière militaire de son père, alors Juan étudia la langue et la philosophie au séminaire de Malaga entre 1837 et 1840, puis au collège Sacromonte de Grenade en 1841. Ensuite, il commença des études de philosophie et de droit à l'Université de Grenade, où il obtint sa licence en 1846. À cette époque, il avait déjà commencé à apprendre les langues modernes, publiait des vers dans La Alhambra de Grenade et El Guadalhorce de Malaga, et lisait avidement à la fois la littérature des Lumières et celle du romantisme:
A los doce o trece años había leído a Voltaire y presumía de sprit fort, si bien me asustaba cuando estaba a oscuras y temía que me cogiese el diablo. El romanticismo, las leyendas de Zorrilla y todos los asombros, espectros, brujas y aparecidos de Shakespeare, Hoffmann y Scott reñían en mi alma una ruda pelea con el volterianismo, los estudios clásicos y la afición a los héroes gentiles.
En 1844, il publie ses poèmes, mais seuls trois exemplaires sont vendus. Cependant, ses lectures de poésie romantique, en particulier de son admiré José de Espronceda, qu'il finit par rencontrer en personne, commencent à disparaître au profit des classiques latins tels que Catulle, Properce, Horace... Vers 1847, il entame une carrière diplomatique à Naples aux côtés de l'ambassadeur Ángel de Saavedra, duc de Rivas, poète et peintre romantique, ainsi qu'un galantuomo raffiné, qui était fort apprécié des belles dames qui disaient : "quanto é simpaticone questo duca". Il lui enseigne beaucoup de choses qui ne sont pas écrites dans les livres pendant les deux années et onze mois passés là-bas. D'autre part, il approfondit ses connaissances en grec ancien et apprend également le grec moderne, nouant une profonde amitié avec Lucía Palladi, marquise de Bedmar, surnommée "La Dame Grecque" ou "La Morte", comme il aimait l'appeler, qu'il aimait beaucoup et qui l'a profondément marqué. De retour à Madrid, il fréquente les salons et les cercles diplomatiques afin d'obtenir ce qu'on appelait à l'époque "un bon poste" ou un poste dans l'administration. À la fin de 1849, il rencontre l'arabisant Serafín Estébanez Calderón, célèbre pour ses tableaux de coutumes andalouses, qui influence grandement son écriture et devient l'un des principaux destinataires de sa riche correspondance épistolaire. À cette époque (1850), il est presque sur le point d'épouser la troisième des neuf enfants du duc de Rivas, Malvina de Saavedra (1848-1868), l'une de ses nombreuses fiancées, et échoue dans sa tentative de devenir député. À cette époque, il resserre son amitié avec son oncle, le politicien et critique libéral modéré Antonio Alcalá Galiano, à qui il demande une préface pour une deuxième édition de ses poèmes publiée en 1859.
Par la suite, il a été affecté à différents postes diplomatiques qui l'ont amené à voyager dans une grande partie de l'Europe et de l'Amérique : Lisbonne (où il a développé un grand amour pour la culture portugaise et pour l'ibérisme politique) et Rio de Janeiro (où il a pris des notes pour son roman "Genio y figura"). De retour en Espagne, il a commencé à écrire et à publier des essais en 1853 dans la Revista Española de Ambos Mundos. En 1854, il a de nouveau échoué dans sa tentative de devenir député. Il a ensuite été envoyé dans les ambassades allemandes de Francfort et Dresde (en tant que secrétaire d'ambassade) et a lu de la poésie allemande, notamment "Faust" de Goethe. Sa maîtrise de l'allemand lui a également permis de traduire en trois volumes "La poésie et l'art des Arabes en Espagne et en Sicile" d'Adolf Friedrich von Schack.
Il s'est rendu à Saint-Pétersbourg avec le duc d'Osuna, où il est resté six mois en 1857. Manuel Azaña a étudié ce voyage pittoresque dans l'un de ses livres les plus célèbres. À cette époque (1857), il polémique avec Emilio Castelar dans les pages de La Discusión, puis écrit son essai "De la doctrina del progreso con relación a la doctrina cristiana". Cependant, après avoir été élu député d'Archidona en 1858, ce qu'il a appris à Paris lorsqu'il assistait au mariage de sa chère sœur Sofía avec un militaire renommé, Aimable Pélissier, récemment nommé premier duc de Malakoff, il abandonne ses fonctions diplomatiques pendant quelques années pour se consacrer aux travaux littéraires dans les nombreux magazines dont il était rédacteur, collaborateur ou directeur : El Semanario Pintoresco Español, La Discusión, El Museo Universal, La América... Et il fonde, avec Caldeira et Sinibaldo de Mas, la Revista Peninsular. Plus tard, il reprend sa carrière diplomatique aux ambassades de Washington, Bruxelles et Vienne, où, alors qu'il approchait de ses soixante-dix ans, il continuait à tourner autour de l'actrice Stella von Hohenfels "d'une manière licite, esthétique et platonique". De tous ces voyages, il a laissé une correspondance savoureuse et divertissante, publiée immédiatement en Espagne sans son consentement, ce qui l'a beaucoup contrarié car il ne ménageait pas les détails sur ses multiples aventures amoureuses, parmi lesquelles son amour pour l'actrice Magdalena Brohan.
Le 5 décembre 1867, il se maria à Paris avec Dolores Delavat, qui était vingt ans plus jeune que lui et originaire de Rio de Janeiro. Ils eurent trois enfants : Carlos Valera, Luis Valera et Carmen Valera, nés respectivement en 1869, 1870 et 1872,. Lorsque la Révolution de 1868 éclata, il devint un chroniqueur intéressant des événements et rédigea les articles "De la revolución y la libertad religiosa" et "Sobre el concepto que hoy se forma de España". Il traduisit de l'allemand et publia en trois volumes "Poésie et art des Arabes en Espagne et en Sicile" de Schack. Il fut élu sénateur de Cordoue en 1872 et la même année, il obtint et perdit le poste de directeur général de l'Instruction publique. En 1874, il fit connaître son œuvre la plus célèbre, "Pepita Jiménez", et l'année suivante, il rencontra Marcelino Menéndez Pelayo, avec qui il entama une grande amitié et commença un intéressant échange de correspondance. En 1895, il perdit presque complètement la vue, prit sa retraite et retourna à Madrid depuis le consulat de Dresde. Cependant, il dictait ses écrits à un scribe et les faisait lire à voix haute. Il entama sa deuxième période narrative avec "Juanita la Larga" (1895), qui culmina en 1899 avec "Morsamor". Il fréquentait diverses tertulias et en organisait une chez lui, à laquelle participaient des intellectuels éminents. En 1904, il fut élu membre de l'Académie des sciences morales et politiques. Il décéda à Madrid le 18 avril 1905 et fut enterré au cimetière de San Justo. Cependant, en avril 1975, ses restes furent exhumés et transférés au cimetière de Cabra, sa ville natale, à l'occasion du soixante-dixième anniversaire de sa mort,.

## Trajectoire Politique
En 1858, il se retira temporairement du corps diplomatique et décida de s'installer à Madrid, où il entama une carrière politique. Avec l'aide de son frère José Freuller, un politicien expérimenté, et après deux échecs précédents, il parvint à devenir député d'Archidona, puis officier à la Secrétairerie d'État, sous-secrétaire et éphémère directeur général de l'Instruction publique sous Amédée de Savoie. En 1860, il explique à l'Ateneo de Madrid l'Historia crítica de nuestra poesía avec un immense succès. Il est élu membre de la Real Academia Española en 1861 et, dans sa vieillesse, de l'Academia de Ciencias Morales y Políticas.

## Vie Littéraire
Valera, en tant qu'écrivain, s'est principalement consacré à la narration, à l'épistolographie et à l'essai. Il a collaboré avec diverses revues, et ce depuis ses années étudiantes, avec notamment La Alhambra, bien que ses débuts aient toujours été motivés par le gain financier, à cause de ce qu'il appelait la "sindineritis crónica" de sa famille. Il a été directeur de plusieurs journaux et revues, a fondé El Cócora et a écrit pour El Contemporáneo, Revista Española de Ambos Mundos, Revista Peninsular, El Estado, La América, El Mundo Pintoresco, La Malva, La Esperanza, El Pensamiento Español et bien d'autres revues. Il a été député aux Cortes, secrétaire du Congrès et s'est consacré simultanément à la littérature et à la critique littéraire. Bien qu'il ait commencé à écrire à l'époque du dernier romantisme, son plein épanouissement s'est produit pendant le réalisme, mais on ne peut le considérer ni comme réaliste ni comme romantique en raison de son esthétisme idéalisant. Il n'a jamais été un homme ni un écrivain romantique, mais plutôt un épicurien andalou, cultivé et ironique, porté vers la philosophie mais toujours hostile à définir un système propre.

L'hispaniste et écrivain Gerald Brenan affirme qu'il était le meilleur critique littéraire du XIXe siècle après Menéndez Pelayo. Il a toujours agi au-dessus et en marge des modes littéraires de son époque, se guidant par des principes esthétiques généraux d'orientation idéaliste et poétique, ce qui l'a empêché d'assimiler complètement le réalisme d'un de ses principaux amis, l'arabiste Serafín Estébanez Calderón. Par exemple, il écrivit à sa femme depuis Cabra :
Este es un país pobre, ruin, infecto, desgraciado, donde reina la pillería y la mala fe más insigne. Yo tengo bastante de poeta, aunque no te lo parezca, y me finjo otra Andalucía muy poética, cuando estoy lejos de aquí.
Sans aucun doute, il faut revoir le jugement que la critique a porté sur sa poésie, qui est souvent bien plus inspirée que celle de ses contemporains. Dans ses traductions, du moins, il parvint à réaliser de formidables versions, par exemple de l'Elegía a la pérdida de Sevilla y Córdoba d'Abul-Becka, en sextillas de pie quebrado :
Cuanto sube hasta la cima, / desciende pronto abatido / al profundo; / ¡ay de aquel que en algo estima / el bien caduco y mentido / de este mundo! / En todo terreno ser / sólo permanece y dura / el mudar; / lo que hoy es dicha o placer / será mañana amargura / y pesar. / Es la vida transitoria / un caminar sin reposo / al olvido; / plazo breve a toda gloria / tiene el tiempo presuroso / concedido. / Hasta la fuerte coraza / que a los aceros se opone / poderosa, / al cabo se despedaza / o con la herrumbre se pone / ruginosa.
Il était l'un des Espagnols les plus cultivés de son époque, doté d'une mémoire prodigieuse et d'une grande connaissance des classiques gréco-latins. De plus, il parlait, lisait et écrivait le français, l'italien, l'anglais et l'allemand. Il jouissait d'une réputation d'épicurien, d'homme élégant et de bon goût dans sa vie et dans ses œuvres. En tant qu'écrivain, il était très admiré pour son style plaisant et son talent à dépeindre la psychologie de ses personnages, en particulier les féminins. Il s'est essayé à l'essai, à la critique littéraire, à la nouvelle, au roman, à l'histoire (il a contribué au volume VI de l'Historia general de España de Modesto Lafuente et a écrit quelques articles) et à la poésie. Des écrivains tels que José Martínez Ruiz, Eugenio D'Ors et les modernistes lui ont exprimé leur admiration. Une de ses critiques a permis aux Espagnols de comprendre la véritable dimension et les mérites de l'œuvre de Rubén Darío.
Sur le plan idéologique, il était un libéral modéré, tolérant et élégamment sceptique en matière religieuse, ce qui expliquerait l'approche de certains de ses romans. Le plus célèbre d'entre eux reste Pepita Jiménez (1874), initialement publié par épisodes dans la Revista de España, traduit en dix langues à l'époque et s'étant vendu à plus de 100 000 exemplaires. Le grand compositeur Isaac Albéniz en a fait un opéra du même titre.
En 1856, il séjourna plusieurs mois à Madrid en attendant un poste ou une mission diplomatique, ce qui lui permit d'intensifier ses collaborations littéraires. En collaboration avec Carlos José Caldeira et Sinibaldo de Mas, il fonda la Revista Peninsular, une tentative de revue bilingue en portugais et en espagnol. La revue lui conféra une certaine renommée en tant que critique littéraire et favorisa ses relations sociales, l'amenant fréquemment à fréquenter des cercles littéraires. En 1868, Valera commença à collaborer avec la récemment fondée Revista de España à Madrid, où figuraient des journalistes et écrivains renommés. Il publia également le deuxième volume de Poesía y arte de los árabes en España.

## Diplomatie et voyages
Juan Valera a considérablement enrichi sa culture grâce à ses voyages et à une étude constante. Il a commencé sa carrière diplomatique à Naples en tant qu'attaché non rémunéré en 1847. Après y avoir passé deux ans et onze mois, travaillant sous les ordres du duc de Rivas et ayant été témoin de la révolution de 1848 en Europe, Valera est ensuite affecté à la légation de Lisbonne en 1850. Plus tard (1850), il devient ambassadeur à Lisbonne, puis à Rio de Janeiro (1851), Dresde (1854), Saint-Pétersbourg (1856), Francfort (1865), de nouveau Lisbonne, cette fois en tant que ministre (1881), Washington (1883), où il a entretenu une relation amoureuse et épistolaire avec la jeune et cultivée fille du secrétaire d'État américain, Katherine Lee Bayard, qui s'est finalement suicidée, Bruxelles (1886) et Vienne (1893).
En 1895, il était pratiquement devenu aveugle, alors il a demandé sa retraite pour raisons de santé, qui lui a été accordée par un décret royal du 5 mars 1896. Il a quitté Vienne, déjà assez affaibli, et s'est installé à Madrid. Cependant, il a encore eu le temps de rencontrer à Zarauz l'hispaniste français Ernest Mérimée, neveu de l'auteur de Carmen, en août 1897, et de l'encourager à écrire une histoire de la littérature espagnole. Depuis lors, il se faisait lire à haute voix en espagnol, français, allemand et grec, et dictait ses écrits à son secrétaire Pedro de la Gala Montes, qu'il appelait familièrement Perikito. Par exemple, il lui dicta la majeure partie de son dernier roman Morsamor tandis qu'il se rasait à tâtons, comme le rappela le comte de las Navas. Il organisait également une célèbre réunion nocturne les samedis dans sa maison de la rue Santo Domingo à Madrid, à laquelle assistaient entre autres Marcelino Menéndez Pelayo, Luis Vidart Schuch, Narciso Campillo, Emilio Pérez Ferrari, ledit comte de las Navas, les Vázquez de Parga, les frères Quintero, l'éditeur Fernando Fe, Blanca de los Ríos et un jeune Ramón Pérez de Ayala. Des soirées qui se prolongeaient parfois jusqu'à deux heures du matin. Son neveu, le sculpteur Coullaut Valera, fréquentait également ces réunions et serait chargé de réaliser le monument qui lui a été dédié sur le Paseo de Recoletos à Madrid. Mais Valera fréquentait également d'autres réunions.

## Idées, style et thèmes
Il a cultivé différents genres. En tant que romancier, il avait deux idées fondamentales :
- Le roman doit refléter la vie, mais d'une manière idéalisée et embellie. Il est réaliste car il rejette les excès de fantaisie du romantisme et son sentimentalisme, et choisit des environnements précis, tout en cherchant à éliminer les aspects pénibles et crus de la réalité. Sa différence avec Benito Pérez Galdós est évidente, car ce dernier considère que le roman doit être le reflet fidèle de la réalité.
- Le roman est un art, dont le but est la création de la beauté. C'est pourquoi il accorde autant d'importance au style. Celui-ci se caractérise par sa correction, sa précision, sa simplicité et son harmonie ; il est le premier styliste de sa génération, raffiné et académique, certes, mais doté d'une ironie moqueuse, de traces voltairiennes, fruit d'un scepticisme essentiel ("yo me siento incapaz de ser dogmático en mis juicios filosóficos") ; son réalisme n'exagère pas, mais idéalise, en se concentrant particulièrement sur les aspects les plus plaisants de la vie, évitant toute vulgarité, toute exagération et tout mauvais goût : il est donc tout le contraire du réalisme naturaliste. La fonction du roman est de ravir, non d'instruire:

Mi idea al componer cuentos, narraciones o lo que sean, ya que no sean novelas, no es probar nada. Para probar tesis escribiría yo disertaciones... El principal objeto del autor ha de ser la pintura, la obra de arte, y no la enseñanza.
Les thèmes fondamentaux de ses œuvres peuvent être réduits à deux : les conflits amoureux (en particulier entre hommes mûrs et femmes jeunes) et les conflits religieux.
Valera a commencé très tard à écrire de la fiction, car il était d'abord poète (seuls trois exemplaires de son premier livre, "Ensayos poéticos" - Grenade, 1844 - ont été vendus) et épistolier. À l'âge de cinquante ans, il a publié sa première œuvre narrative, "Pepita Jiménez" (1874), un roman en deux parties dont la première adopte précisément la forme épistolaire à la première personne (lettres du séminariste Luis de Vargas à son oncle doyen) et la seconde une narration à la troisième personne. Dans la première partie, on assiste à l'amour progressif du séminariste Luis de Vargas pour la jeune veuve andalouse (âgée de vingt ans) promise à son père, qui donne son nom à l'œuvre. Après de grandes luttes spirituelles, il finit par se marier heureusement avec elle. Le processus psychologique de lutte entre l'amour divin et l'amour humain est décrit subtilement dans la partie épistolaire, et les intentions ascétiques inauthentiques du protagoniste sont anéanties par la compagnie de la jeune fille et le contact avec la nature, tandis que dans la partie narrative finale, les touches de réalisme et la joyeuse sensualité décrivant l'environnement andalou, idéalisé comme d'habitude, dominent davantage. Le style lisse et soigné est également admirable ; il s'agit en réalité d'un roman à thèse dans lequel on défend la primauté du naturel et du vital sur l'artificiel et l'affecté
"El comendador Mendoza" (1877) présente un cas de conscience similaire à celui d'"El escándalo" de Pedro Antonio de Alarcón, mais dans ce cas, un mensonge est maintenu pour éviter de plus grands maux. Contrairement à l'œuvre d'Alarcón, l'intérêt de l'auteur se concentre davantage sur la grâce de la narration et la caractérisation du protagoniste sympathique, une sorte d'encyclopédiste libéral assez semblable à Juan Valera lui-même, qui finit par se marier à un âge mûr avec sa nièce.
"Doña Luz" (1879) aborde à nouveau la dichotomie entre l'amour divin et l'amour humain, comme dans "Pepita Jiménez", mais cette fois-ci le conflit se termine tragiquement, car le vieil homme, le frère P. Enrique, meurt lorsque l'héroïne, dont il était tombé amoureux, se marie.
"Juanita la Larga" (1896) insiste à son tour sur le thème des amours d'un homme âgé avec une jeune fille. Mais cette fois-ci, Valera accorde une place importante à la description des coutumes, bien que, comme c'est habituel chez lui, le paysage, les personnages et l'atmosphère andalouse, ainsi que le langage, soient soumis à une légère stylisation idéaliste, de sorte que les habitants s'expriment aussi académiquement que l'auteur lui-même.

"Morsamor" (1899) est son dernier roman, écrit peu avant sa mort, et très différent de ce qu'il avait l'habitude d'exprimer : il s'agit d'un roman historique qui relève presque du roman d'aventures. De plus, il abandonne l'esthétique du réalisme et introduit l'élément fantastique : le protagoniste, vieux et frustré par sa vie, se réfugie dans un couvent, rajeunit en prenant un élixir magique et, avec une nouvelle chance, entreprend un voyage de rédemption en Orient, plus précisément en Inde (que Valera connaissait bien car son père y avait résidé pendant longtemps), où il tombe à nouveau amoureux, puis revient au couvent après diverses péripéties, à nouveau frustré. Le nom du héros est symbolique (mors signifie "mort" en latin). Dans une lettre à son ami José María Carpio, il exprime son intention d'écrire "una novela de caballerías a la moderna" :
«Tomando por lo serio algunos preceptos irónicos de don Leandro Fernández de Moratín en su Lección poética, he puesto en mi libro cuanto se ha presentado a mi mente de lo que he oído o leído en alabanza de una época muy distinta de la presente, cuando era España la primera nación de Europa» (J. Valera, "Prólogo-dedicatoria" a Morsamor, 1899)
Cependant, il s'agit d'un roman de chevalerie maritime. Inspiré par "Don Yllán" de l'infant don Juan Manuel et "Faust" de Goethe, Juan Valera réalise avec ce roman, que le critique Eduardo Gómez de Baquero "Andrenio" a appelé son "Persiles", une sorte d'ironisation du genre du roman historique et même de l'épopée, plus précisément de "Os Lusiadas" de Camoens.

## Ordres et emplois

### Ordres

#### Royaume d'Espagne
- Caballero gran cruz de la Orden de Carlos III[29].
- 2 de septiembre de 1856: Comendador de la Orden Española y Americana de Isabel la Católica[29].
- Grefier de la Orden del Toisón de Oro[29].

#### Étrangers
- Caballero de la Orden de San Jenaro. (Royaume des Deux Siciles)
- 1849: Caballero de la Orden de San Fernando del Mérito[30],[29]. (Royaume des Deux Siciles)
- Caballero gran cruz en brillantes de la Orden de Pio IX. (États Pontificaux)
- Caballero gran cruz de la Orden de Nuestra Señora de la Concepción de Villaviciosa[29]. (Royaume du Portugal)
- Caballero de la Suprema Orden de Cristo[29]. (Royaume du Portugal)
- Caballero gran cruz de la Orden de los Santos Mauricio y Lázaro[29]. (Royaume d'Italie)
- Caballero gran cruz de la Orden de la Corona de Italia[29]. (Royaume d'Italie)
- Caballero gran cruz de la Orden de San Esteban de Hungría. (Empire Autrichien)
- Comendador de la Orden de Leopoldo[29]. (Royaume de Belgique).
- Caballero de segunda clase de la Orden de Santa Ana[29]. (Empire Russe)
- Comendador de la Orden imperial de la Rosa[29]. (Empire du Brésil)
- Oficial de la Orden de la Legión de Honor[29]. (France)

### Emplois
- Ambassadeur de Sa Majesté Catholique auprès de Sa Majesté Impériale, Royale et Apostolique l'Empereur d'Autriche-Hongrie.
- Ambassadeur de Sa Majesté Catholique auprès de Sa Majesté Très Fidèle le Roi du Portugal.
- Ambassadeur de Sa Majesté Catholique auprès du Roi de Belgique.
- Ambassadeur de Sa Majesté Catholique auprès des États-Unis.
- Licencié en droit.
- Membre titulaire de la Real Academia Española.
- Membre titulaire de la Real Academia de Ciencias Morales y Políticas.
- Membre correspondant de l'Académie des Sciences de Lisbonne.

## Œuvre

### Romans

#### Première étape
- Pepita Jiménez (1874, la plus parfaite). Dans ce roman, l'auteur atteint l'idéal qu'il a toujours poursuivi, l'art pour l'art. Il a écrit ce roman à l'âge de 50 ans et il a été adapté en opéra avec la musique d'Isaac Albéniz.
- Las ilusiones del doctor Faustino, dans la Revista de España (28 octobre 1874 - 13 juin 1875) et Madrid, Noguera, 1875. Il existe des éditions modernes de Cyrus C. DeCoster (Madrid, Castalia, 1970) et José-Carlos Mainer (Madrid, Alianza Editorial, 1991).
- El comendador Mendoza, dans El Campo (1er décembre 1876 - 1er mai 1877) et avec... La cordobesa. Un poco de crematística (Madrid, Imprenta de Aribau y Compañía, Administración de la Ilustración Española y Americana, 1877).
- Pasarse de listo, dans El Campo (16 août 1877 - 1er mai 1878) ; il y a une édition reliée sans année (1878 ?) et une autre également séparée, peut-être la première (Madrid, Biblioteca Perojo, 1879).
- Doña Luz dans la Revista Contemporánea (15 novembre 1878 - 30 mars 1879) et Madrid, Biblioteca Perojo, 1879. Il existe des éditions modernes de Benito Varela Jácome (Madrid, Íter, 1970) ; M. Sanz Agüero (Madrid, Ediciones Busma, 1982) et Enrique Rubio Cremades (Madrid, Espasa-Calpe, 1990).
- Cartas de un pretendiente (1850), Mariquita y Antonio (1861) (inachevées)

#### Seconde étape
- Juanita la Larga dans El Imparcial (octobre-décembre 1895), et Madrid : Fernando Fe, 1896. Il existe des éditions modernes d'Enrique Rubio Cremades (Madrid, Castalia, 1985) ; Jaime Vidal Alcover (Barcelone, Planeta, 1988) et José Ibáñez Campos (Barcelone, Edicomunicación, 1994).
- Genio y figura (Madrid : Fe, 1897). Il existe une édition moderne de Cyrus C. DeCoster, Madrid, Cátedra, 1978.
- Morsamor. Peregrinaciones heroicas y lances de amor y fortuna de Miguel de Zuheros y Tiburcio de Simahonda (Madrid : Fernando Fe, 1899). Il existe des éditions modernes de Juan Bautista Avalle-Arce, Barcelona : Lábor S. A., 1970 et Leonardo Romero Tobar (Barcelone, Plaza-Janés, 1984).
- Elisa, "la Malagueña" (1895), Don Lorenzo Tostado, Currito el optimista, La joya, Anastasia (inachevées).

### Contes
- El pájaro verde
- La buena fama
- La muñequita
- Cuentos y chascarrillos andaluces, 1896
- Cuentos y diálogos
- Novelas y fragmentos, 1907.
- Cuentos, 1908.
- El bermejino prehistórico
- Garuda o la cigüeña blanca

### Théâtres
- Asclepigenia, 1878, diálogo.
- Gopa
- La venganza de Atahualpa
- Lo mejor del tesoro
- Estragos de amor y de celos

### Articles et essais
- De la naturaleza y carácter de la novela, 1860
- Estudios críticos sobre literatura, política y costumbres de nuestros días, 1864.
- Sobre el concepto que hoy se forma de España (1868, publié dans la Revista de España).
- Disertaciones y juicios literarios, Madrid, 1878.
- Estudios críticos sobre filosofía y religión, 1883 a 1889.
- Apuntes sobre el nuevo arte de escribir novelas, 1887, débat avec l'autrice Emilia Pardo Bazán sur le naturalisme.
- Nuevos estudios críticos, 1888.
- Cartas americanas, 1889
- Nuevas cartas americanas, 1890.
- Ventura de la Vega, 1891.
- Del Romanticismo en España y de Espronceda
- De lo castizo de nuestra cultura en el siglo XVIII y en el presente
- Del chiste y la amenidad del estilo
- La poesía lírica y épica en la España del siglo XIX
- La poesía popular como ejemplo del punto en que deberían coincidir la idea vulgar y la idea académica sobre la lengua castellana
- La libertad en el arte
- Del influjo de la Inquisición y del fanatismo religioso en la decadencia de la literatura española
- Del misticismo en la poesía española
- La novela en España
- Sobre el Quijote y sobre las diferentes maneras de comentarle y juzgarle (1861).
- Consideraciones sobre el Quijote
- De la doctrina del progreso
- La enseñanza de la Filosofía en las Universidades
- El racionalismo armónico (sobre el krausismo)
- De la filosofía española
- Psicología del amor
- Metafísica a la ligera
- La metafísica y la poesía
- Sobre los varios modos de entender la Historia
- De la revolución en Italia, España y Portugal
- La revolución y la libertad religiosa en España
- Notas diplomáticas
- Crítica literaria, 14 vols.
- Cartas desde Rusia

### Poésies
Al principio, en 1840, cultivó un cierto Romanticismo, pero pronto se decantó por la inspiración clásica y los temas antiguos.
- Ensayos poéticos, 1844.

### Traductions
Il réalise un grand nombre de traductions de poésie d'autres langues, mettant ainsi en évidence non seulement sa vocation poétique, mais aussi sa maîtrise de différentes langues. Son travail en tant que traducteur a été une constante qui l'a accompagné tout au long de sa carrière littéraire, comme l'a étudié Juan de Dios Torralbo Caballero.
- Daphnis et Chloé de Longus, 1880.
- Traductions de poèmes de Lord Byron, Thomas Moore, Goethe, Heinrich Heine, Ludwig Uhland, Emanuel Geibel, Abul-Becka (desde el alemán), James Russell Lowell, William Wetmore Story, John Greenleaf Whittier, Johannes Fastenrath (de), Victor Hugo et Almeida Garrett, entre autres.
- Poesía y arte de los árabes en España y Sicilia, de Adolf Friedrich von Schack. Sevilla: F. Álvarez, 1881, 3 vols.

### Épistolaire
Réuni récemment après plusieurs tentatives partielles, il comprend les lettres qu'il a écrites à Leopoldo Augusto de Cueto, Marcelino Menéndez y Pelayo, Miguel de los Santos Álvarez et bien d'autres, totalisant 3 803 lettres éditées en huit volumes dirigés par Leonardo Romero Tobar chez l'éditeur Castalia entre 1992 et 2010, bien que de nouvelles collections continuent encore à paraître.